# Paepalanthus xanthopus
Paepalanthus xanthopus är en gräsväxtart som beskrevs av Silveira. Paepalanthus xanthopus ingår i släktet Paepalanthus och familjen Eriocaulaceae. Inga underarter finns listade i Catalogue of Life.